# Synchlora atrapoides
Synchlora atrapoides là một loài bướm đêm trong họ Geometridae.